# Barry Gerson
Barry Gerson (* 3. Juli 1939 in Philadelphia, Pennsylvania, USA; lebt ebenda) ist ein US-amerikanischer avantgardistischer Filmkünstler, Experimental-Filmemacher, Fotograf und Film-Installateur.

## Leben
Barry Gersons Vater war der Besitzer einer Kino-Kette in Pennsylvania.
Gerson machte seinen ersten Film, The Neon Rose, in den frühen 1960er-Jahren (1961 bis 1965), seitdem hat er mehr als dreißig Filme gedreht, die in Einzelausstellungen, unter anderem im Museum of Modern Art, im Whitney Museum of American Art, im Guggenheim-Museum, und weltweit in zahlreichen Gruppenausstellungen gezeigt wurden. Seine Film-Installationen und Fotografien haben ebenfalls internationale Anerkennung.
Barry Gerson war mit Trilogie/Generations, Portrait of Andrew Noren Teilnehmer der Documenta 5 in Kassel im Jahr 1972 in der Abteilung Filmschau: New American Cinema.
Er erhielt zahlreiche Auszeichnungen und Stipendien von wichtigen Institutionen, einschließlich des American Film Institute, der National Endowment for the Arts, CAPS, und ein John Simon Guggenheim Memorial Foundation Fellowship.
Er lehrte Filmemachen und Ästhetik, unter anderem an der Rhode Island School of Design, am Art Institute of Chicago, am Edinboro State College und an der University of Wisconsin – Milwaukee.

## Filmografie
- Rolling In My Ears, 2002, Farbe, Stummfilm, 8 min.
- Episodes From the Secret Life, 1982, Farbe, Stummfilm, 30 min.
- Hidden Tracings, 1980, Farbe, Stummfilm, 3 min.
- Exposed Fragrances, 1980, Farbe, Stummfilm, 8 min.
- The Secret Abyss, 1979, Farbe, Stummfilm, 12 min.
- Translucent Appearances, 1975, Farbe, Stummfilm, 22 min.
- Celluloid Illuminations, 1975, Farbe, Stummfilm, 32 min.
- Shadow Space, 1973, Farbe, Stummfilm, 6 min.
- Inversion, 1973, Farbe, Stummfilm, 12 min.
- Luminous Zone, 1973, Farbe, Stummfilm, 30 min.
- Portrait of Andrew Noren, 1972, Farbe, Stummfilm, 4 min.
- Movements, 1971, Farbe, Stummfilm, 4 min.
- Converging Lines, 1971, Farbe, Stummfilm, 4 min.
- Assimilation, 1971, Farbe, Stummfilm, 14 min.
- Sunlight, 1970, Farbe, Stummfilm, 4 min.
- Floating, 1970, Farbe, Stummfilm, 15 min.
- Afternoon, 1970, Farbe, Stummfilm, 8 min.
- Beaded Light, 1970, Farbe, Stummfilm, 4 min.
- Dissolving, 1970, Farbe, Stummfilm, 4 min.
- Beyond, 1970, Farbe, Stummfilm, 4 min.
- Endurance, 1970, Farbe, Stummfilm, 4 min.
- Remembrance, 1970, Farbe, Stummfilm, 4 min.
- Metamorphosis, 1970, Farbe, Stummfilm, 4 min.
- Portrait of Diana, 1970, Farbe, Stummfilm, 4 min.
- Evolving, 1969, Farbe, Stummfilm, 11 min.
- Grass, 1969, Farbe, Stummfilm, 1 min.
- Ice, 1969, Farbe, Stummfilm, 2 min.
- Snow, 1969, Farbe, Stummfilm, 1 minute
- Vibrations, 1969, Farbe, Stummfilm, 8 min.
- Water, 1969, Farbe, Stummfilm, 4 min.
- Contemplating, 1969, Farbe, Stummfilm, 12 min.
- Generations, 1969, Farbe, Stummfilm 8 min.
- Automatic Free Form Film, 1968, Farbe, Stummfilm, 16 min.
- The Neon Rose, 1961/65, schwarz-weiß, sound, 41 min.